# Collège des Jésuites de Kutná Hora
Le collège jésuite de Kutná Hora (en allemand Kuttenberg) en République tchèque a été fondé par les Jésuites au XVIIe siècle. Le bâtiment du collège, qui se trouve entre la cathédrale Sainte-Barbe et la vieille ville de Kutná Hora, est placé depuis le 3 mai 1958 sous la protection des monuments. Il abrite aujourd'hui la Galerie de la région de 'Bohême centrale' (GASK, Galerie Středočeského kraje).

## Histoire
À l'instigation du maître des monnaies de Kuttenberg et à la demande des catholiques de la région, les Jésuites arrivent dans la ville en 1626. Dans les années 1660, l'architecte viennois d'origine bohême Giovanni Domenico Orsi de Orsini fut chargé de construire un bâtiment avec suffisamment d'espace pour toutes les activités éducatives et pastorales liées à l'institution. Ce n'est qu'en 1678 que les Jésuites emménagent dans le bâtiment encore largement inachevé. Après la mort d'Orsi, Carlo Lurago - qui s'était déjà fait un nom en tant que constructeur du Clementinum à Prague - a poursuivi les travaux de construction, qui ont finalement été achevés vers 1750.

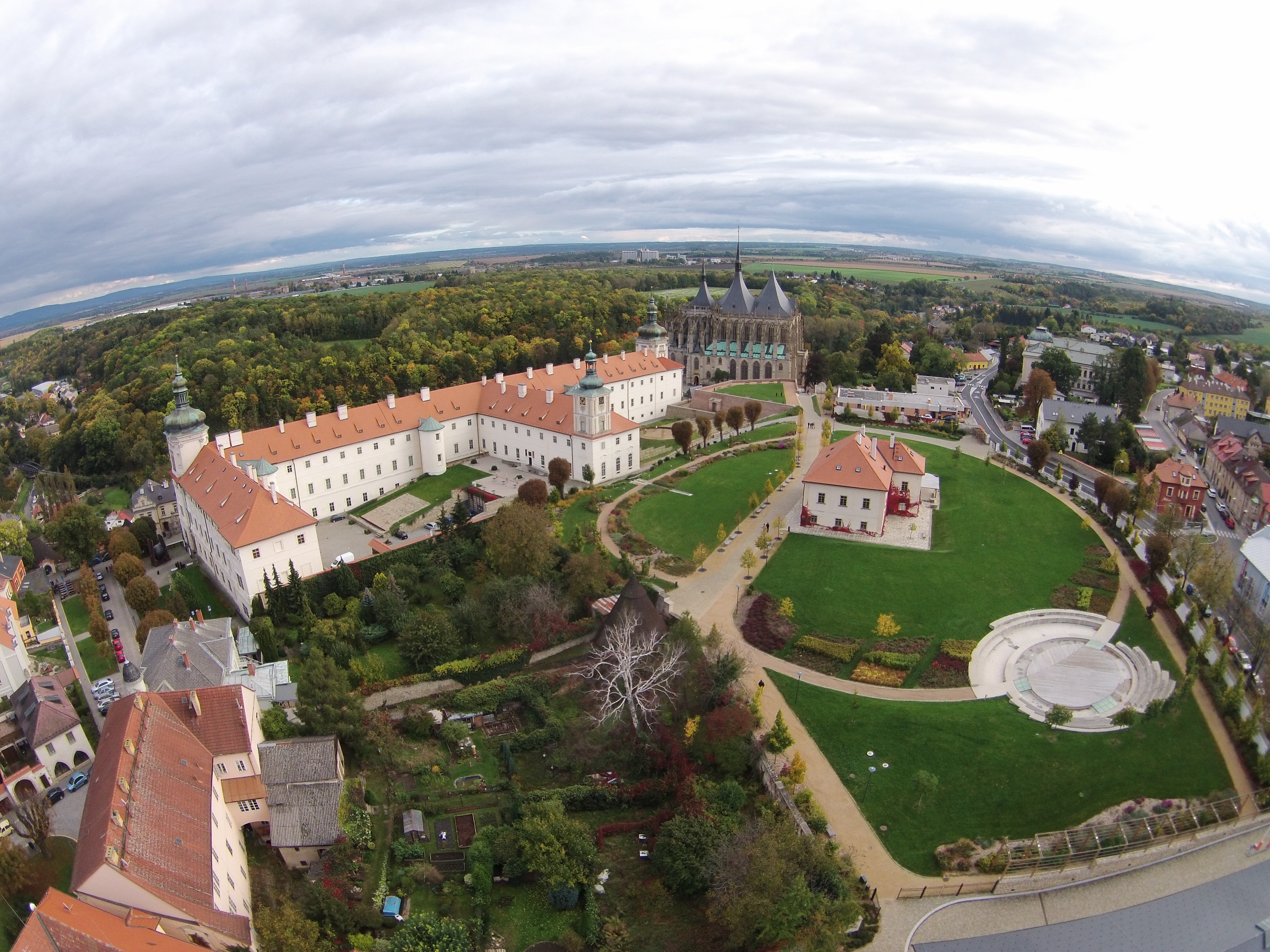
Vue aérienne du collège

En 1773, l'Ordre des Jésuites est supprimé par le pape Clément XIV. Les Jésuites doivent quitter l'institution. L'ensemble immobilier servit alors de caserne à l'administration militaire. En 1778, un hôpital est installé dans l'aile septentrionale. 
En 1944, un Institut national d'éducation politique (Napol) a été créé dans le bâtiment .

## Bâtiment
L'architecte Orsi avait choisi un plan d'étage en forme de E pour le bâtiment universitaire monumental du début du baroque. Pour des raisons financières, cependant, seul le plan d'étage actuel en forme de F a été mis en œuvre. Cela a ensuite été réinterprété à l'effet que le "F" forme en l'honneur des empereurs Ferdinand II et Ferdinand III avait été choisi.
L'architecture du collège est relativement simple et conforme aux objectifs de l'éducation jésuite, tels que définis dans leur 'Ratio Studiorum'. Seule la façade rappelle un palais italien du début du baroque.
La galerie des personnages le long du côté oriental du Collège des Jésuites a été construite sur une terrasse artificiellement surélevée. Franz Baugut créa les statues de douze saints de l'ordre entre 1703 et 1717, dont les fondateurs Ignace de Loyola et François Xavier, ainsi que le saint patron de Bohême, Saint Venceslas. La galerie rappelle les deux rangées de personnages du pont Charles à Prague.
La démolition de la tour centrale du côté oriental en 1843 a entraîné un changement majeur dans l'apparence générale du complexe de bâtiments, qui a été réalisée pour des raisons structurelles. Le couloir couvert du collège au Barbaradom, construit dans les années 1730, a été inauguré à la fin du XIXe siècle.

## Personnalités
- Bedřich Bridel (1619-1680), écrivain, professeur au collège